# 指紋捜査官・塚原宇平の神業
『指紋捜査官・塚原宇平の神業』（しもんそうさかん・つかはらうへいのかみわざ）は、2005年から2008年までテレビ東京・BSジャパン共同制作「水曜ミステリー9」で放送されたテレビドラマシリーズ。全3回。原作・原案は塚本宇兵。主演は橋爪功。
第1作は『指紋捜査官・塚原宇平』のタイトルでオンエアされた。

## キャスト

### 警視庁鑑識課指紋係
塚原宇平
演 - 橋爪功
現場指紋係係長。階級は警部。愛称は「ツカさん」。捜査の上で納得できないことには、たとえ上司の命令でも絶対に曲げない主義。「人は嘘をつくが、指紋は嘘をつかない」が信条。犯人検挙のためには徹夜も厭わない。
口が悪く、その事をすぐ後悔することもある。喫煙者。
昔は刑事だっただけに、信吾のことを昔の自分と重ね合わせている。
水島信吾
演 - 浜田学
捜査の最前線である捜査一課の刑事を志望している。塚原からは「ボン」と呼ばれる。
麻生翔子
演 - 渋谷琴乃
真面目に職務にあたり、融通が利かないためか、あだ名は「学級委員」。
劇中のナレーションも担当している。
額賀憲一
演 - 井田國彦
高所と閉所が苦手。既婚者。よく妻とは喧嘩しており、実家に子どもを連れて帰られることもある。
山野辺孝志
演 - 正希光（第1作・第2作）
第3作は出張のため不在。
小室理恵
演 - 木村理恵
コンピューター室担当。自動指紋識別システム（AFIS）での照合が主な仕事。同僚の情報に詳しい。
独身。
五月女貢
演 - 石丸謙二郎（第1作）
指紋担当管理官。
綿貫良雄
演 - 冨家規政（第2作・第3作）
指紋担当管理官。

### 警視庁捜査一課
高見仁
演 - 森本亮治（第2作・第3作）
若手刑事。
新田英明
演 - 夏八木勲
宇平を「ツカさん」と呼ぶ。

### その他
塚原佐代子
演 - 中田喜子
宇平の妻。保育園でボランティアをしている。

### ゲスト
第1作「生き返った指紋」（2005年）
- 谷口雅代（仲居・篤志の妻） - 渡辺典子
- 早川純一（健康器具販売会社社長） - 布川敏和
- 早川敏江（純一の母） - 山田スミ子
- 近藤（新宿東警察署 刑事） - 赤間浩一
- 谷口篤志（会社員） - 吉見一豊
- 吉岡啓吾（由紀子の父） - 野村昇史
- 担当医 - 上杉陽一
- 黒田徳馬（闇金融業者） - 次田譲二
- 谷口雄太（篤志と雅代の息子） - 畠山紫音

第2作「指紋は語る」（2006年）
- 江波香織（和菓子屋「扇庵」の娘） - 喜多嶋舞
- 坂本千里（和菓子屋「扇庵」店員） - 矢沢心
- 江波浩一（香織の父） - 丸岡奨詞
- 君島拓也（香織の元夫） - 榊英雄
- 工藤雅樹（啓吾の息子） - 増本庄一郎
- 工藤啓吾（闇金融業者） - 真実一路
- 沢渡克己（ブローカー） - 安藤一夫
- 神崎武夫（ブローカー） - 望月栄希
- 君島幸太（君島と香織の息子） - 中村咲哉
- 佐竹勇治（和菓子屋「扇庵」職人） - 羽場裕一

第3作「嘘つきな指紋」（2008年）
- 河村武敏（銀行警備員・宇平の警察官時代の後輩） - 田中健
- 河村琢磨（武敏と治子の次男・北斗自動車修理工場 従業員） - 水谷百輔
- 河村亮一（武敏と治子の長男・元中学校教師） - 近藤公園
- 沢渡一馬（闇金融業者） - 石田登星
- 梅宮（滝野川工場 職員） - 小川隆市
- 宮本（河村家の隣人） - 高間智子
- 木下（看護師） - 原田麻由
- 田所（病院事務員） - ふるごおり雅浩
- 藤井（警視庁三鷹西警察署 地域課 警官） - 稲田康祐
- 警視庁三鷹西警察署 受付 - 川上綾香
- 高木（警官） - ヘイデル龍生
- 的中双六（警視庁三鷹西警察署 地域課 係長） - 本田清澄
- 銀行強盗 - 北郷良
- 河村治子（武敏の妻） - 烏丸せつこ
- 高橋慶子、保科光志、岡けんじ、佐藤博秋、藤田清二、大橋寛展

## スタッフ
- 原作・原案 - 塚本宇兵
  - 指紋は語る―“指紋の神様”と呼ばれた男の事件簿（2003年、PHP研究所 ISBN 978-4569627199）
- 脚本 - 田子明弘
- 監督 - 松島稔（第1作）、村松弘之（第2作、第3作）
- 監督補 - 羽石龍太郎（第1作）
- 助監督 - 坂梨公紀（第2作、第3作）
- 撮影 - 羽方義昌（第1作）
- VE - 福田久二（第1作、第3作）、中塚政明（第2作）
- 照明 - 森谷清彦
- 録音 - 清水良樹（第1作）、金沢康雄（第2作）、野口京治（第3作）
- 美術 - 沖村国男（第1作）、泉人士（第2作、第3作）
- 美術助手 - 山崎千鶴、本間千賀子（第2作）
- 装飾 - 皆川洋一（第1作）
- 持道具 - 米本純子（第1作）
- 衣裳 - 清藤美香（第1作）、高橋さやか（第2作）、乙坂知子（第3作）
- ヘアメイク - 田中宥久子（第1作）、赤間久美江（第1作）、横溝幸子（第1作）、菱沼佳子（第2作、第3作）
- 操演 - ローカスト（第1作）
- 編集 - 山岸宏一（第1作）、白水孝幸（第2作）、古俣裕之（第3作）
- VTR編集 - 柳瀬直子（第1作）、河野紀子（第2作）
- MA - 山本逸美（第1作）、伊東謙二（第2作）、石北秀尚（第3作）
- 音効 - 橋本正二（第1作）、安藤智彰（第3作）
- スチール - 谷山実
- 選曲 - 佐古伸一（第2作、第3作）
- 効果 - 安藤友章（第2作）
- 番組宣伝 - 走尾奈美絵（第1作）、宮岡貞成（テレビ東京・第2作）、鈴木紀子（第3作）
- スクリプター - 宮崎田鶴子（第1作）、上田ゆり（第2作）、奥平治美（第3作）
- 制作担当 - 竹山昌利
- 制作主任 - 高見明夫（第2作）、中山恭彰（第3作）
- 制作管理 - 三井孝俊（第1作）、大槻厚史
- 企画協力 - 今井勉
- 音楽協力 - テレビ東京ミュージック
- 美術協力 - TRINET、フクダ電子、日本光電、ギャラリー四季（第3作）
- 撮影協力
  - 第1作 - 水海道フィルム・コミッション、きぬ医師会病院、ポリテクセンター茨城、東京ドームシティアトラクションズ
  - 第2作 - 茨城県桜川市真壁町、茨城県常総市、浅草・浅草寺、浅草ビューホテル
  - 第3作 - 牛久愛和総合病院、メディコム・アンド・ホールディンク・マネージメント、川崎ソリッドスクエアビル、牛久フイルム・コミッション、富士の国やまなしフィルム・コミッション
- 車輌協力 - 高橋ロケサービス（第1作）、アスカ・ロケリース（第2作、第3作）
- 医事指導 - 物井久（第1作）
- 和菓子指導 - 山口伸一（第2作）
- 技術協力 - テクノマックス、映広（第1作）、ビデオフォーカス（第3作）
- 協力 - 光映新社（第1作）、東宝映像美術（第2作、第3作）、日本シークレット・サービス、東宝コスチューム、エムプレス（第1作）、アトリエ・ムー（第1作）、アートマガジン（第2作、第3作）、アーツ（第2作、第3作）、アバンズゲート（第3作）、日本エフェクトセンター（第2作）
- チーフプロデューサー - 小川治（テレビ東京・第2作）
- プロデューサー
  - 第1作 - 佐々木彰、橋本かおり（テレビ東京）、塚田泰浩（東宝）
  - 第2作 - 只野研治（テレビ東京）、樋口優香（東宝）
  - 第3作 - 只野研治（テレビ東京）、樋口優香（東宝）、森清和夫（アバンズゲート）
- プロデューサー補 - 樋口優香（第1作）
- 製作 - テレビ東京、BSジャパン、東宝

## 放送日程
| 話数 | 放送日         | サブタイトル   | 脚本     | 監督     | 視聴率 |
| ---- | -------------- | -------------- | -------- | -------- | ------ |
| 1    | 2005年11月23日 | 生き返った指紋 | 田子明弘 | 松島稔   | 10.5%  |
| 2    | 2006年10月18日 | 指紋は語る     | 田子明弘 | 村松弘之 | 10.6%  |
| 3    | 2008年05月14日 | 嘘つきな指紋   | 田子明弘 | 村松弘之 | 12.0%  |